# Bodelschwinghstraße (Weimar)

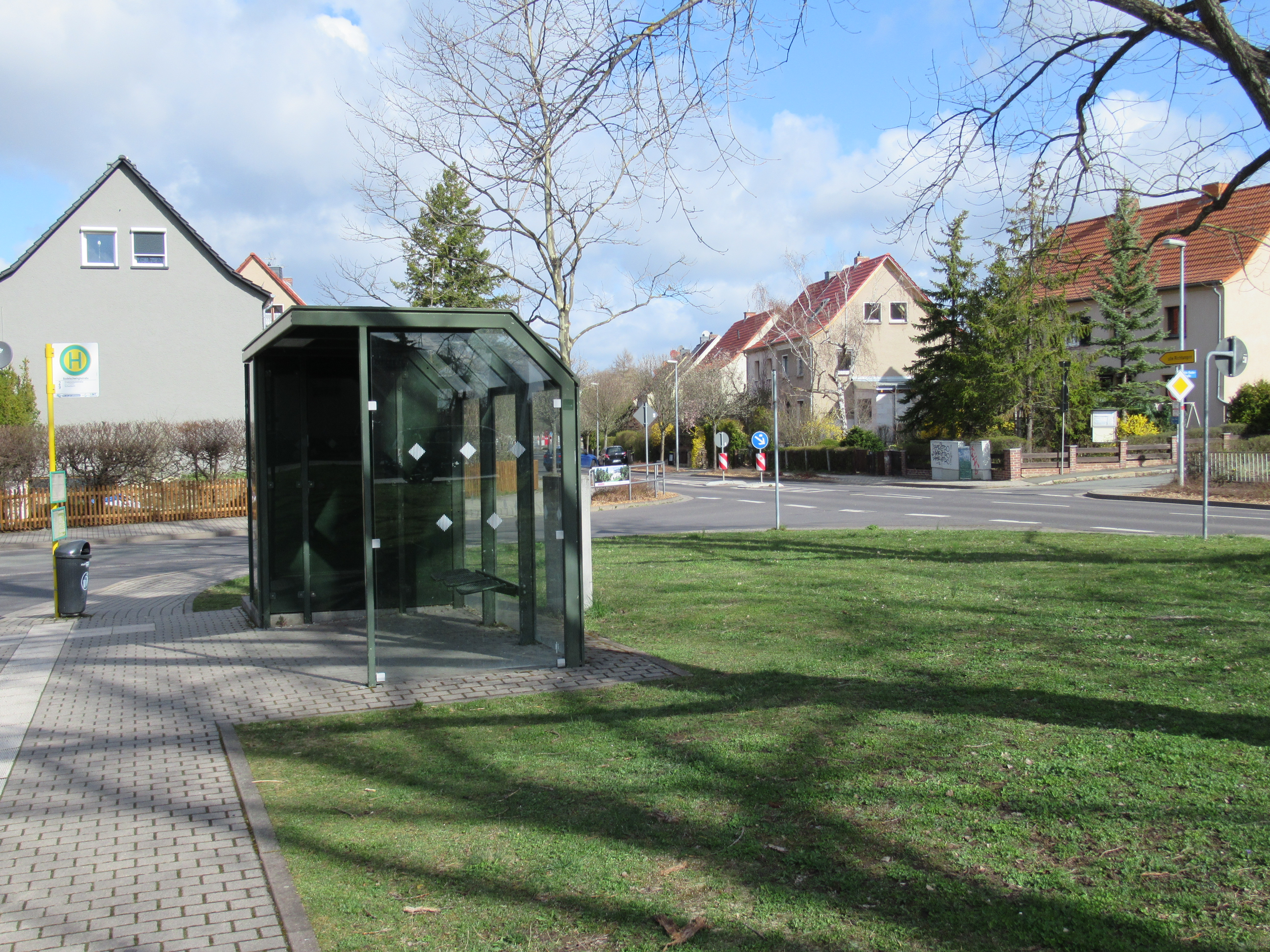
Bushaltestelle Bodelschwinghstraße, Endhaltestelle der Linie 2

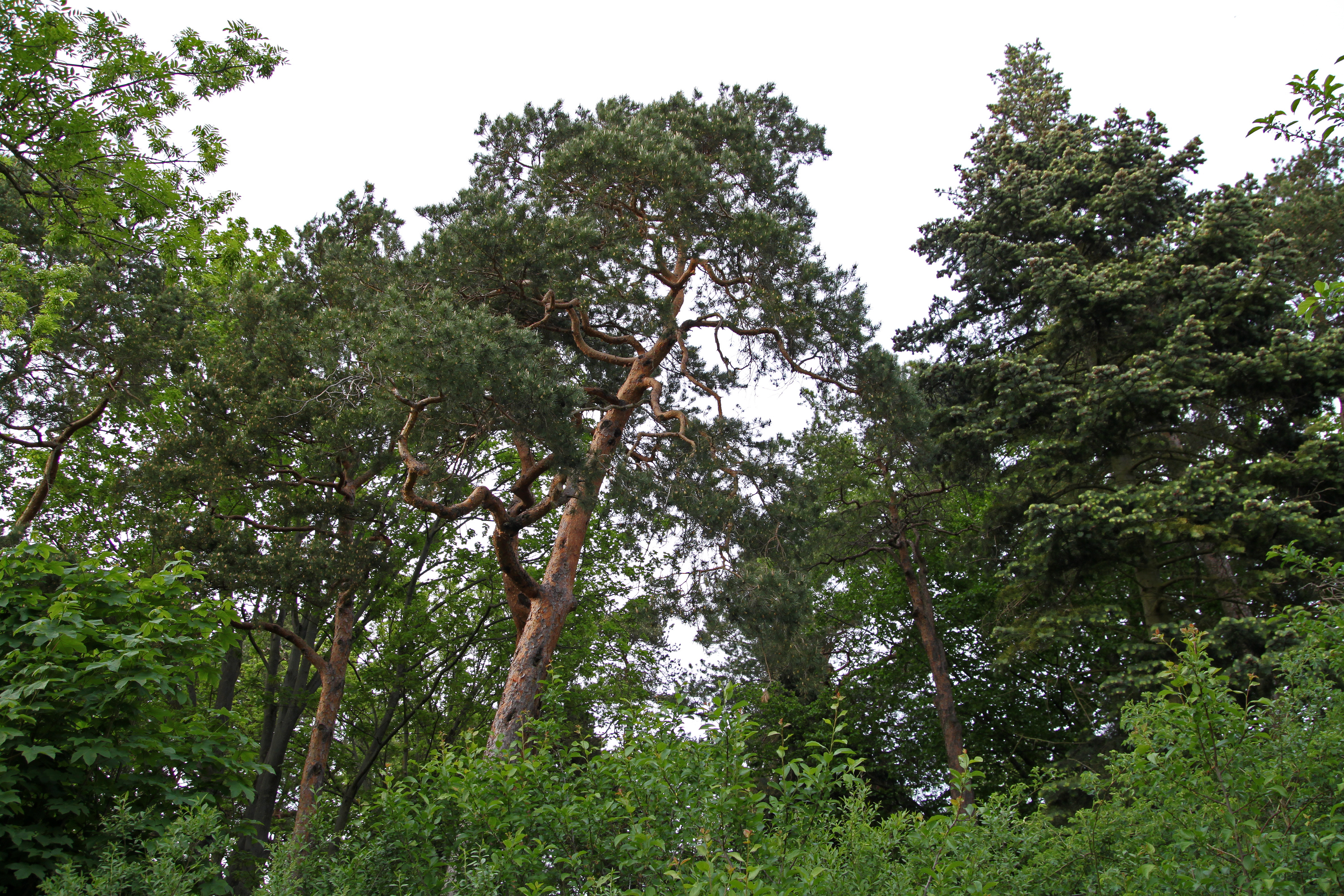
Kieferngruppe Bodelschwinghstraße

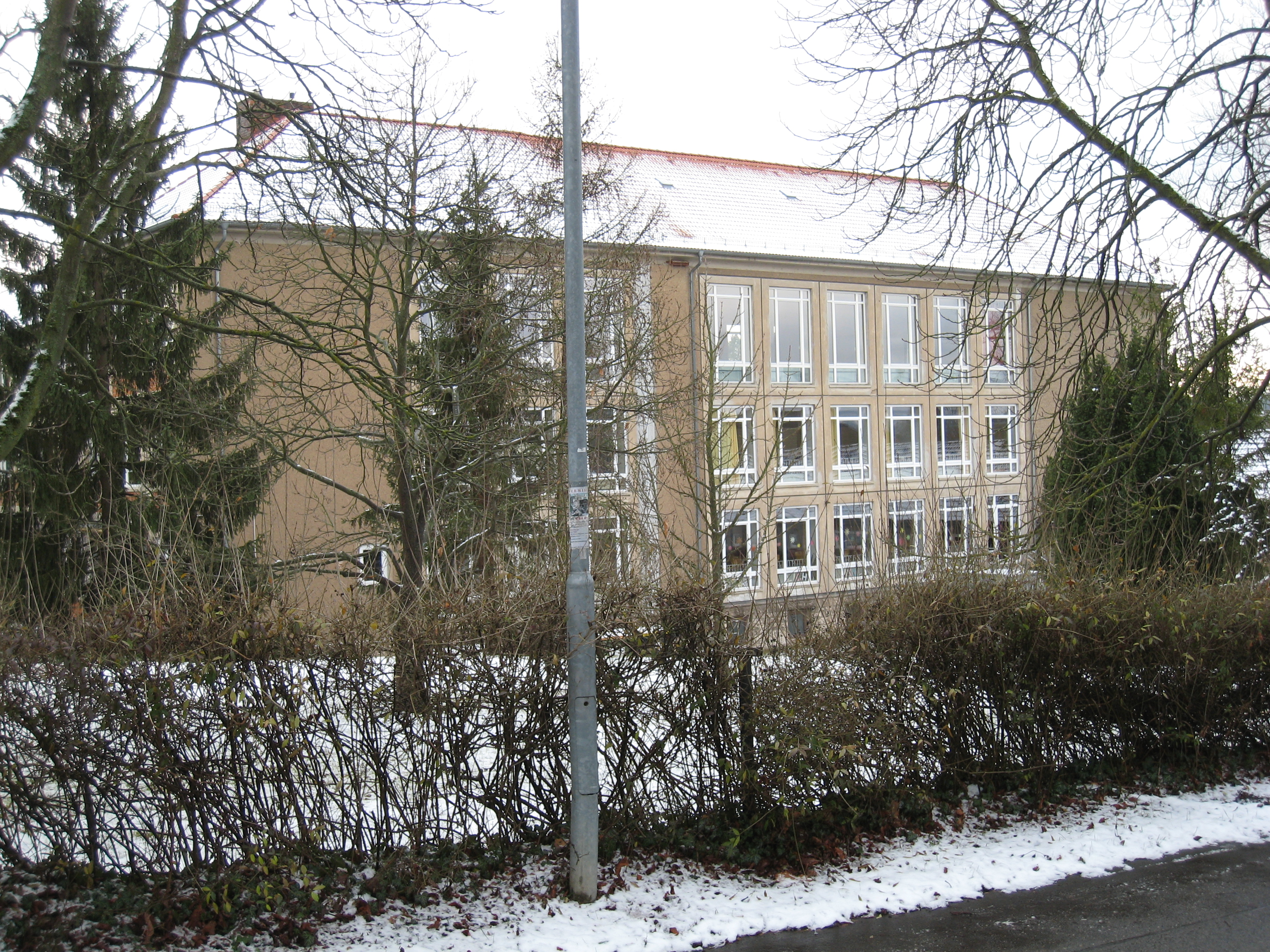
Fürnberg-Volksschule

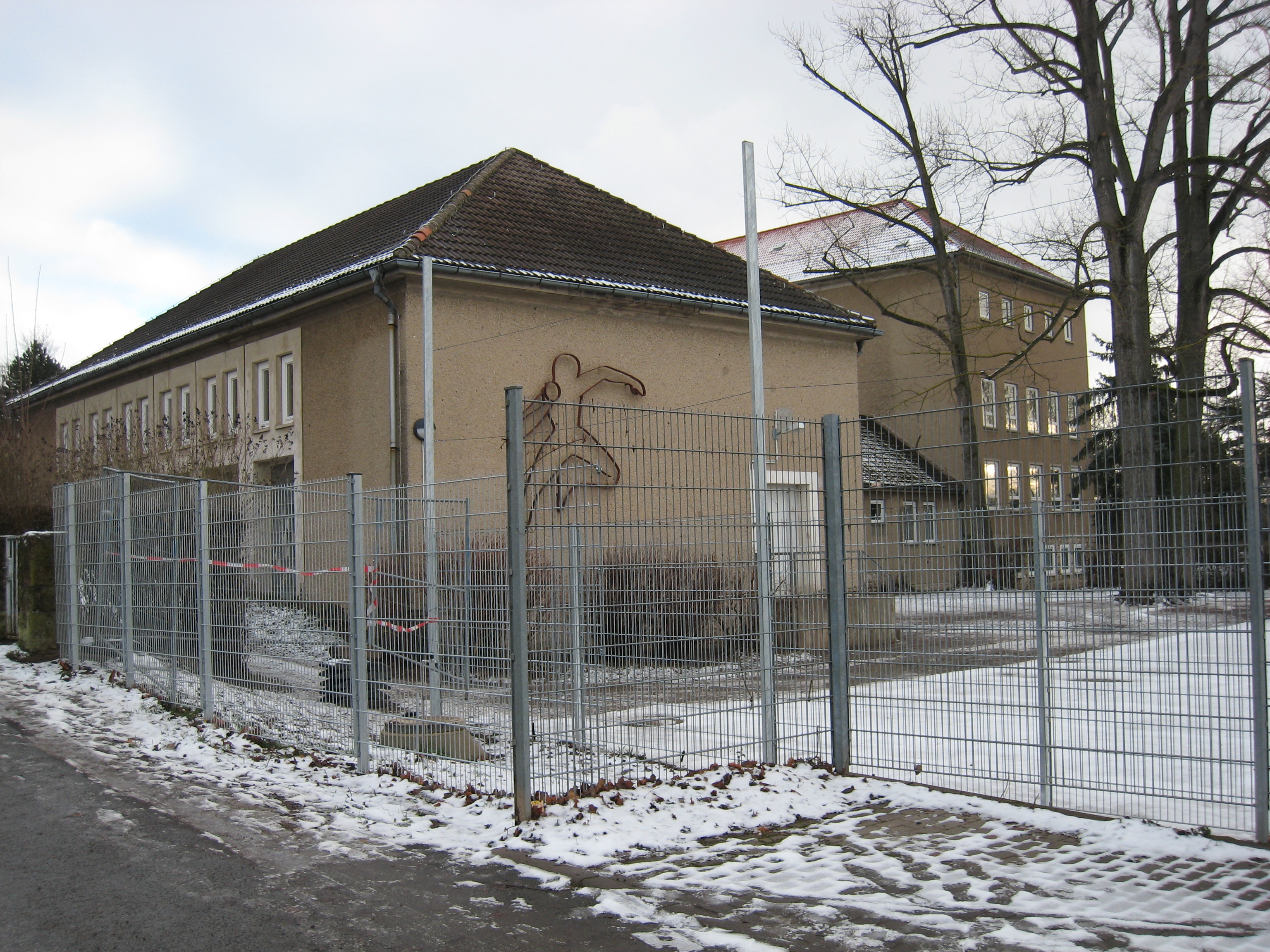
Turnhalle der Fürnbergschule

Die Bodelschwinghstraße in Weimar liegt im Bereich der Parkvorstadt. Sie ist die letzte von der Jenaer Straße/Ecke Leibnizallee abgehende Querstraße vor der Eisenbahnlinie. Sie endet in Oberweimar an der Martin-Luther-Straße (Weimar). Ihr Verlauf wurde 1930 verbunden mit dem Bau der dort befindlichen Eigenheimsiedlung festgelegt. Sie ist eine Anliegerstraße. Mit dem Fahrzeug ist sie aber die am besten in dem Bereich zu befahrende Straße und somit zwischen Jenaer Straße und Martin-Luther-Straße eine wichtige Verbindung. Sie ist außerdem die Endhaltestelle der Linie 2.
Die Straße wurde am 4. Mai 1945 benannt nach dem Pfarrer und Begründer christlicher Wohlfahrts- und Missionsanstalten Friedrich von Bodelschwingh (1831–1910). Sie hieß davor vom 28. September 1900 an bis zur Umbenennung 1945 Besselstraße, benannt nach dem Oberst und Regimentskommandeur des Infanterie-Regiments Nr. 94 Großherzog von Sachsen Julius von Bessel (1827–1870). Davor hieß sie Hornweg, benannt nach dem Horn. Die Bodelschwinghstraße ist eine Verbindungsstraße im nördlichen Weimar nach Oberweimar. In die Bodelschwingstraße 80 ist der Umzug des städtischen Abwasserbetriebes vorgesehen. Die staatliche Grundschule „Louis Fürnberg“ befindet sich in der Bodelschwinghstraße 78. Die Louis-Fürnberg-Schule steht auf der Liste der Kulturdenkmale in Weimar (Einzeldenkmale). Im Jahr 1904 entstand die Villa Bodelschwinghstraße 75. Dort befand sich eine Badeanstalt.
Eine Kieferngruppe ist eingetragenes Naturdenkmal auf der Liste der Naturdenkmale in Weimar.

## Varia
Unweit hiervon am Dichterweg befindet sich ein Kindergarten und das Denkmal Hommage à Fürnberg.